# Liu Shipei
Liu Shipei (chiń. upr. 刘师培; chiń. trad. 劉師培; pinyin Liú Shīpéi; ur. 24 czerwca 1884 w Yizheng, zm. 20 grudnia 1919 w Pekinie) – chiński filolog oraz działacz anarchistyczny.

## Życiorys
Liu pochodził z rodziny wybitnych uczonych i urzędników dynastii Qing. Jego ojciec, wujek, dziadek i pradziadek byli znanymi przedstawicielami filologicznej szkoły Han. Wczesna edukacja rodzinna pozwoliła Liu łatwiej przyswoić filologiczne podstawy potrzebne później do studiowania starożytnych tekstów, m.in. Zuozhuan, bogatej kroniki przedimperialnych Chin. Liu zdał pierwszy i drugi poziom egzaminów urzędniczych, ale nie udało mu się osiągnąć najwyższego poziomu. Zamiast tego wyjechał do Szanghaju, gdzie przebywał w latach 1902-1904. Tam poznał się z rewolucjonistami Zhang Binglin i Cai Yuanpei oraz opublikował eseje wzywające do wygnania Mandżurów z Chin. Przyjął imię Guang Han (chin. 光漢) i rozwijał doktrynę guocui (j. chiński: 國粹), której celem było ożywienie chińskiej tradycji poprzez naukę klasycznej kultury przed Konfucjuszem. Redagował czasopismo Guocui xuebao (chin. 國粹學報; pol. Narodowa Esencja), które publikowało eseje od wielu rewolucjonistów.
Aby uniknąć represji ze strony rządu, razem ze swoją żoną He Zhen wyjechał do Tokio. Tam dołączyli do grupy rewolucjonistów-anarchistów. Według historyka Petera Zarrowa, Liu oraz Wu Zhihui, który to kierował anarchistyczną grupą w Paryżu, są "najważniejszymi chińskimi teoretykami anarchizmu". Ponieważ Tokio było bliższe Chinom, publikacje Liu, debaty publiczne oraz inne przedsięwzięcia sprawiły, że stał się on bardziej wpływowy w ojczyźnie. Obie grupy dzieliły podstawowe przesłanki anarchizmu: rewolucja musiała być społeczna, nie tylko polityczna, koniecznym było oparcie jej na zasadach moralnych, a edukacja była najważniejszym narzędziem jej realizacji. Zgodni byli również w krytyce wobec tradycyjnej hierarchii klas i płci w chińskiej kulturze. Jednak wkrótce pojawiły się poważne różnice. Grupa paryska postrzegała anarchizm jako racjonalny i naukowy postęp, podczas gdy Liu i grupa w Tokio byli mniej zainteresowani technologią i postępem. Szanowali taoistycznych myślicieli, którzy sprzeciwiali się rządowej interwencji w społeczeństwie. Żona Liu wiele wnosiła do działalności ruchu anarchistycznego, możliwe, że jej poglądy były bardziej radykalne niż samego Liu.
W 1909 Liu nagle wrócił do Chin, by pracować dla Duana Fanga, wysoko postawionego urzędnika mandżurskiego. Duan Fang został jednak zabity w czasie rewolucji Xinhai. Liu zdołał uciec do Chengdu i zajął się nauczaniem. Yuan Shikai mianował go do Zgromadzenia Narodowego w 1915. Po śmierci Yuana, Liu przeniósł się do Tiencinu, a następnie jego stary przyjaciel Cai Yuanpei, który został rektorem Uniwersytetu Pekińskiego, zaprosił go do pracy na uczelni. Liu zmarł na gruźlicę w grudniu 1919.